# 德爾馬古董藝術設計展
德爾馬古董+藝術+設計展（英語：Del Mar Antiques + Art + Design Show）是於美國加利福尼亚州德爾馬舉行的骨董展覽，為加州歷史最悠久的室內古董展。

## 歷史
该展览由格莱姆斯（Grimes）夫婦约瑟夫（Joseph） 和贝蒂（Bettye）在1961年發起，二人曾在南加州各地舉辦展覽，被稱作日曆展（Calendar Shows）。
兩人在宣傳該展覽時稱，「『從錫到蒂芙尼』（From tin to Tiffany），這裡應有盡有」。
2010年，格莱姆斯夫婦组织“绿色遇见绿色博览会”，同样在德尔玛展览中心举行。 《圣地亚哥联合论坛报》写道，此次博览会“以环保为主题，新旧元素交汇”。

## 展覽亮点
德爾馬古董藝術設計展是旧金山以南最大的室内古董展，吸引了来自美国西部100多家古董商參展。在经济低迷时期，2009年的参展商比往年减少20%。

## 另見
- 古董商雜誌（英语：Antique Trader）

## 外部連結
- 官方网站